# Polyrhachis nitida
Polyrhachis nitida är en myrart som beskrevs av Smith 1857. Polyrhachis nitida ingår i släktet Polyrhachis och familjen myror. Inga underarter finns listade i Catalogue of Life.